# LTB4R2
LTB4R2 (англ. Leukotriene B4 receptor 2) – білок, який кодується однойменним геном, розташованим у людей на короткому плечі 14-ї хромосоми. Довжина поліпептидного ланцюга білка становить 389 амінокислот, а молекулярна маса — 41 525.
| 10         |  | 20         |  | 30         |  | 40         |  | 50         |
| ---------- |  | ---------- |  | ---------- |  | ---------- |  | ---------- |
| MAPSHRASQV |  | GFCPTPERPL |  | WRLPPTCRPR |  | RMSVCYRPPG |  | NETLLSWKTS |
| RATGTAFLLL |  | AALLGLPGNG |  | FVVWSLAGWR |  | PARGRPLAAT |  | LVLHLALADG |
| AVLLLTPLFV |  | AFLTRQAWPL |  | GQAGCKAVYY |  | VCALSMYASV |  | LLTGLLSLQR |
| CLAVTRPFLA |  | PRLRSPALAR |  | RLLLAVWLAA |  | LLLAVPAAVY |  | RHLWRDRVCQ |
| LCHPSPVHAA |  | AHLSLETLTA |  | FVLPFGLMLG |  | CYSVTLARLR |  | GARWGSGRHG |
| ARVGRLVSAI |  | VLAFGLLWAP |  | YHAVNLLQAV |  | AALAPPEGAL |  | AKLGGAGQAA |
| RAGTTALAFF |  | SSSVNPVLYV |  | FTAGDLLPRA |  | GPRFLTRLFE |  | GSGEARGGGR |
| SREGTMELRT |  | TPQLKVVGQG |  | RGNGDPGGGM |  | EKDGPEWDL  |  |            |

A: Аланін

C: Цистеїн

D: Аспарагінова кислота

E: Глутамінова кислота

F: Фенілаланін

G: Гліцин

H: Гістидин

I: Ізолейцин

K: Лізин

L: Лейцин

M: Метіонін

N: Аспарагін

P: Пролін

Q: Глутамін

R: Аргінін

S: Серин

T: Треонін

V: Валін

W: Триптофан

Кодований геном білок за функціями належить до рецепторів, g-білокспряжених рецепторів, білків внутрішньоклітинного сигналінгу. 
Задіяний у такому біологічному процесі, як альтернативний сплайсинг. 
Локалізований у клітинній мембрані, мембрані.